# پوینت پلزنت (پنسیلوانیا)
پوینت پلزنت (به انگلیسی: Point Pleasant) یک منطقهٔ مسکونی در ایالات متحده آمریکا است که در پنسیلوانیا واقع شده‌است. پوینت پلزنت  ۲۹٫۸۷ متر بالاتر از سطح دریا واقع شده‌است.